# Thiago Cazado
Thiago Cazado (Brasília, 9 de abril de 1986) é um ator, roteirista e diretor de cinema brasileiro. É mais conhecido pelos seus trabalhos nos longa-metragens Sobre Nós e Primos, trabalhos nos quais, além de dirigir, também atuou como protagonista.

## Biografia
Nascido em Brasília no dia 09 de abril de 1986, Thiago deu o primeiro passo na carreira como ator ao se formar em Artes Cênicas na universidade. Começou divulgando seus trabalhos na internet, onde se consolidou com curtas-metragens de bastante sucesso como Tenho Local, Para Eric, Like, entre outros. 
Para Eric, narra a emocionante e impressionante história do casal Arthur e Eric que foi baseada em fatos reais.
Em 2017, Thiago lançou seu primeiro longa-metragem como diretor principal, intitulado Sobre Nós. Em 2019 lançou seu segundo longa, Primos. Ambos foram distribuídos pela MACA-Entretenimento.
Engajado com a causa LGBT, as obras de Thiago têm como característica principal romances homoafetivos.

## Filmografia
| Ano  | Título       | Personagem | Atuação                    | Tipo           |
| ---- | ------------ | ---------- | -------------------------- | -------------- |
| 2019 | Primos       | Mário      | Ator, diretor e roteirista | Longa-metragem |
| 2017 | Sobre Nós    | Diego      | Ator, diretor              | Longa-metragem |
| 2017 | WC Masculino | -          | Ator, diretor              | Curta-metragem |
| 2016 | Tenho Local  | Tomaz      | Ator, diretor              | Curta-metragem |
| 2016 | Gorjetas     | Mário      | Ator, diretor e roteirista | Curta-metragem |
| 2014 | Like         | Felipe     | Ator, diretor e roteirista | Curta-metragem |